# Ginji Aki
Ginji Aki (født 4. juni 1994) er en japansk fodboldspiller.
Han har spillet for flere forskellige klubber i sin karriere, herunder Blaublitz Akita.